# Acton Town (Metropolitano de Londres)
Acton Town é uma estação do sistema de metropolitano de Londres, pertencente às linhas Piccadilly e District. A estação está localizada no distrito de Acton, no borough londrino de Ealing, Oeste de Londres. Ela fica na Zona 3 do Travelcard.

## História
A estação de Acton Town foi aberta com o nome de Mill Hill Park em 1 de julho de 1879, pela Metropolitan District Railway (MDR, sendo hoje a District line) com sua extensão de Turnham Green até Ealing Broadway. Em maio de 1883, a MDR inaugurou um ramal de Acton Town até a estação Hounslow Town, que foi fechada. Esse mesmo ramal daria origem à extensão até o Aeroporto de Heathrow da linha Piccadilly.
Em 13 de junho de 1905, um serviço de passageiros começou no ramal curto para South Acton.

## Serviços
Os trens da District line servem todas as estações entre Acton Town e Hammersmith. Porém os trens da Piccadilly line vão diretamente de Acton Town para Hammersmith, exceto quando a estação Turnham Green está em funcionamento para a Piccadilly line, durante a madrugada e a manhã de todos os dias.
Ao oeste de Acton Town, os trens da District line vão via Ealing Common para a estação terminal Ealing Broadway; já os trens da Piccadilly line vão via Ealing Common para a estação terminal Uxbridge, ou via South Ealing para outro ramal, cujos terminais são as estações que servem o Aeroporto de Heathrow: Heathrow Terminals 1, 2, 3 ou Heathrow Terminal 5.

## Galeria

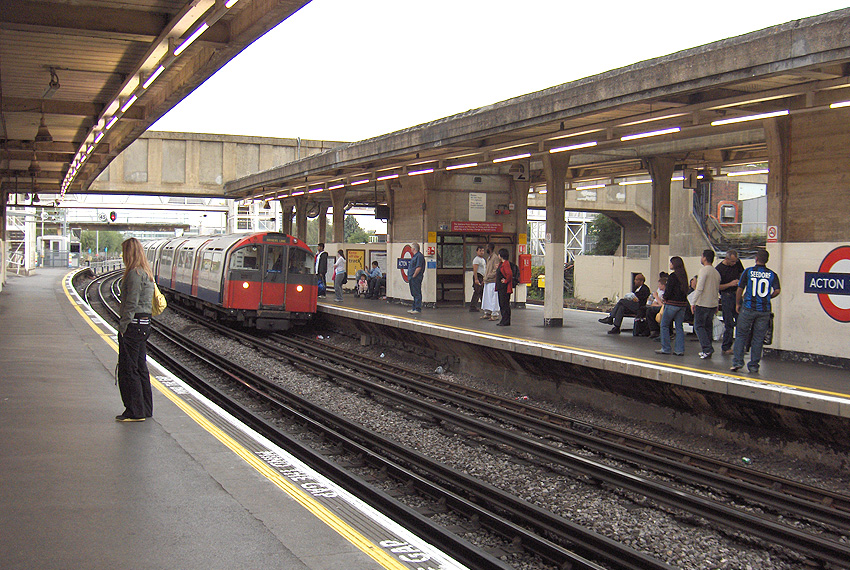
Trem da Piccadilly line chegando à plataforma oeste.
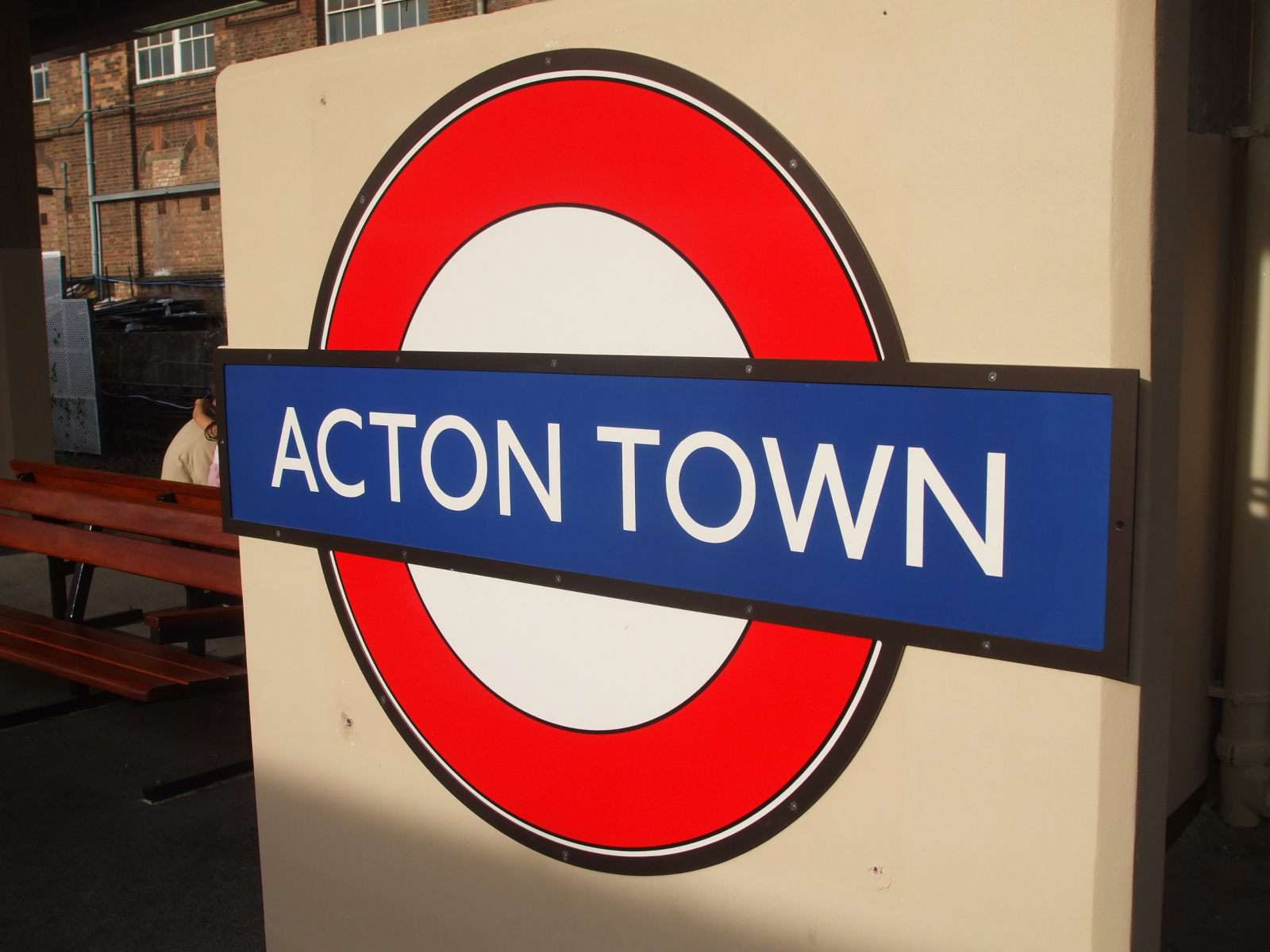
Placa da estação na plataforma leste.
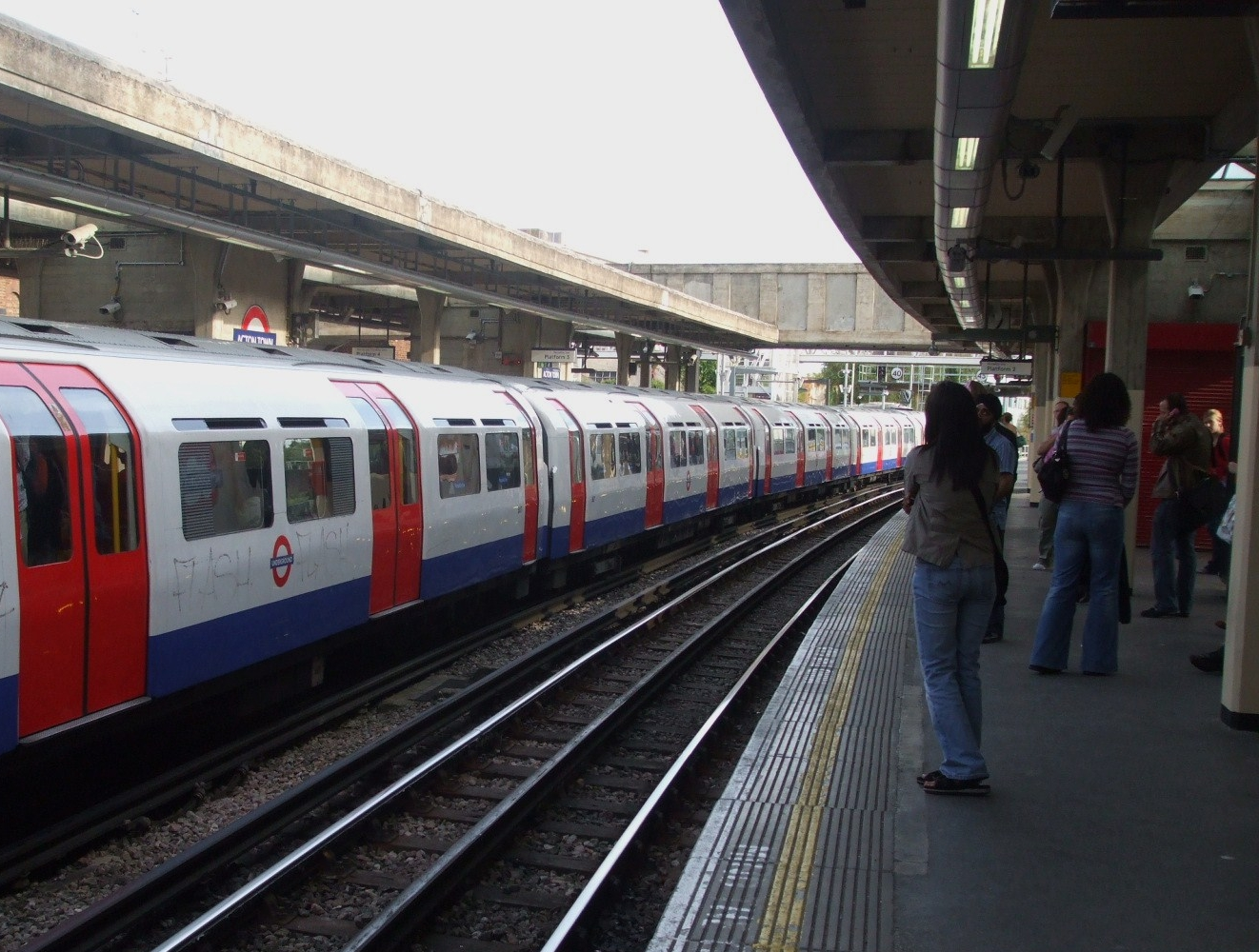
Trem parado na plataforma oeste da estação.